# Bleecker Street
Bleecker Street je západně-východní ulice na Manhattanu v New Yorku. Nachází se ve čtvrti Greenwich Village a táhne se od Osmé avenue k Bowery. V minulosti šlo o významné centrum bohémů. V ulici se nachází řada několik budov, včetně Bayard-Condict Building a existovalo zde také několik nočních klubů, jako byly například Village Gate, Cafe Au Go Go a Le Poisson Rouge. Svůj název ulice dostala podle bankéře Anthonyho Lispenarda Bleeckera.